# Steyermarkochloeae
Steyermarkochloeae es una tribu de hierbas de la familia Poaceae. Tiene los siguientes géneros.

## Géneros
- Arundoclaytonia - Steyermarkochloa[1]